# Riochicà
El Riochicà és la quarta edat de l'escala d'edats sud-americanes de mamífers terrestres (SALMA). Començà fa 57 milions d'anys i s'acabà fa 55,8 milions d'anys. Segueix l'Itaboraià i precedeix el Casamayorà. Correspon al crepuscle del Paleocè. El seu nom deriva del del Río Chico, a l'Argentina.

## Formacions
| Formació tipus en negreta | Estat     | Conca                             |
| ------------------------- | --------- | --------------------------------- |
| Grup Río Chico            | Argentina | Conca del golf de San Jorge       |
| Formació de Bogotà        | Colòmbia  | Altiplà cundiboyacà               |
| Formació Bororó           | Argentina | Conca del golf de San Jorge       |
| Formació Chota            | Perú      | Conca de Bagua                    |
| Formació Koluel Kaike     | Argentina | Conca del golf de San Jorge       |
| Formació Las Flores       | Argentina | Conca del golf de San Jorge       |
| Formació Maíz Gordo       | Argentina | Conca de Salta                    |
| Formació Mealla           | Argentina | Conca de Salta                    |
| Formació Mogollón         | Perú      | Conca de Talara i conca de Tumbes |
| Formació Muñani           | Perú      | Conca de l'Altiplà                |
| Formació Peñas Coloradas  | Argentina | Conca del golf de San Jorge       |
| Formació del Río Loro     | Argentina | Sierras Pampeanas                 |
| Formació de Salamanca     | Argentina | Conca del golf de San Jorge       |